# Novakovec (Jalžabet)
Novakovec falu Horvátországban, Varasd megyében. Közigazgatásilag Jalžabethez tartozik.

## Fekvése
Varasdtól 13 km-re délkeletre, községközpontjától 2 km-re keletre a Drávamenti-síkság szélén, a Varasdot Ludbreggel összekötő főút mellett fekszik.

## Története
1857-ben 298, 1910-ben 459 lakosa volt. 
1920-ig  Varasd vármegye Varasdi járásához tartozott, majd a Szerb-Horvát Királyság része lett. 2001-ben a falunak 140 háza és 530 lakosa volt.

## Nevezetességei
A Tičji bregen található vaskori halomsír.